# Katlabug
Katlabug (en ucraniano: Катлабуг) es un pueblo ucraniano perteneciente al óblast de Odesa. Situado en el suroeste del país, es parte del raión de Izmaíl y del municipio (hromada) de Katlabug.

## Toponimia
Hasta 2024, el nombre del asentamiento era Suvórove (en ucraniano: Суворове; en ruso: Суворово; en búlgaro: Суворово). Otro nombre tradicional del asentamiento es Sichirlichitai (en rumano: Șichirlichitai).

## Geografía
Katlabug se encuentra en el extremo norte del lago Katlabug en el delta del río Danubio, a 36 km de Izmaíl y 47 km al norte de Odesa.

## Historia
El nombre del pueblo proviene del campamento Shikirli-Kitai (literalmente playa de azúcar) de los pastores nogayos que vivieron aquí en 1807-1809. El lugar fue fundado en el curso del reasentamiento de la zona por los búlgaros alrededor de 1815, como parte del Imperio ruso. El asentamiento perteneció al principado de Moldavia entre 1856 a 1878. Desde entonces hasta 1918, volvió a ser parte del Imperio ruso. 
El sitio formó parte del reino de Rumania en el periodo de entreguerras con el nombre hasta 1941, llevando el nombre oficial de Shikirlikitai (en ucraniano: Шикірликитай).
Cn el pacto Ribbentrop-Mólotov, Suvórove fue entregado a la URSS como el resto de Besarabia. Entre 1941 y 1944, Shikirlikitai fue ocupado por tropas rumanas y alemanas, y las autoridades rumanas lo rebautizaron como Regele Mihai I en honor al rey Miguel I.
Después del final de la Segunda Guerra Mundial, el pueblo pasó a ser parte de la RSS de Ucrania de la URSS y pasó a llamarse Suvórove en honor al general ruso Aleksandr Suvórov. Entre los años 1940-1959, Suvórove fue el centro administrativo del raión homónimo y en 1961, recibió el estatus de asentamiento urbano.
Suvórove pertenecía al raión de Izmaíl hasta 2020, año en el que se hizo una reforma administrativa que redujo el número de raiónes del óblast de Odesa a siete, y el asentamiento siguió siendo parte del raión de Izmaíl.En 2023, Suvórove perdió el estatus de asentamiento de tipo urbano en la legislación ucraniana debido a la eliminación de este estatus administrativo.
Tras el voto electrónico de la población del asentamiento, el consejo del asentamiento votó el 26 de diciembre de 2022 para cambiar el nombre de Suvórove a Besarabske (en ucraniano: Бессарабське).En comité se aprobó renombrar el lugar a Shikirlik (en ucraniano: Шикирлик, romanizado: Shykyrlyk), aunque finalmente Katlabug fue el nombre aprobado en la Rada Suprema el 19 de septiembre de 2024.

## Demografía
La evolución de la población de Katlabug entre 1852 y 2022 fue la siguiente:
| 1042                                                          | 5902 | 4835 | 4647 | 4663 | 4586 | 4548 |
| (Fuente: Cities & Towns of Ukraine y UKRAINE: Größere Städte) |      |      |      |      |      |      |

Según el censo de 2001, la lengua materna de la mayoría de los habitantes, el 71,04%, es el búlgaro; del 15,45% es el ruso; del 7,92%, el ucraniano; del 3,58%, el rumano; 0,46%, el gagaúzo.

## Economía
Los habitantes se dedican principalmente a la agricultura. Se cultivan cereales y vides y se cría ganado.

## Infraestructura

### Transporte
Katlabug está cerca del ferrocarril que conecta Izmaíl y Artsiz con la conexión adicional a Odesa. La estación más cercana, la estación de tren de Kotlabug, aproximadamente 5 kilómetros al norte de la ciudad. El asentamiento tiene acceso a la autopista M15 que conecta Odesa con Reni a través de Izmaíl y luego cruza a Moldavia y Rumania.